# Shohreh Aghdashloo
Shohreh Aghdashloo (Persa: شهره آغداشلو ; ouçaⓘ; Teerã, 11 de maio de 1952) é uma atriz estadunidense de origem persa.

## Carreira
Aghdashloo começou a atuar quando tinha vinte anos de idade. Após ter interpretado vários papéis principais no teatro, foi convidada a estrelar o longa Gozāresh de Abbas Kiarostami. Seu segundo filme foi Shatranje Bad de Mohammad Reza Aslani. Apesar de ambos os filmes terem sido exibidos em vários festivais internacionais, foram banidos no Irã. Em 1978 Aghdashloo estrelou Sooteh Delan de Ali Hatami e se tornou uma das atrizes mais reconhecidas de seu país.
Durante o período da Revolução Islâmica de 1979, Aghdashloo abandonou o Irã e foi morar em Windermere, uma cidade no condado de Cúmbria, no norte da Inglaterra. Lá, ela atingiu sua meta de conseguir completar o que lhe faltava de educação. Seu interesse em política e sua preocupação com as injustiças do mundo, especialmente as de sua terra natal, fizeram-na conseguir um bacharelato em relações internacionais. No entanto, Aghdashloo continuou tentando se estabelecer como atriz, o que a levou a Los Angeles no final da década de 1980.
Aghdashloo fez sua estreia no cinema estadunidense em 1989 em Guests Of Hotel Astoria. Sua estreia na televisão ocorreu no ano seguinte, numa participação no episódio de 25 de setembro da série Matlock da NBC. Sua próxima participação num programa de televisão estadunidense ocorreu três anos mais tarde no seriado de Martin Lawrence na FOX. Naquele mesmo ano, fez Twenty Bucks, seu segundo filme estadunidense.
Após sete anos, Aghdashloo retornou à indústria cinematográfica estadunidense no aclamado Maryam. Após ter feito o papel de uma atriz exilada em America So Beautiful em 2001, Aghdashloo estrelou em House of Sand and Fog, filme de Vadim Perelman que lhe rendeu uma indicação ao Oscar de melhor atriz (coadjuvante/secundária) em 2003.

## Vida pessoal
Aghdashloo nasceu em 11 de maio de 1952 em Teerã, capital do Irã como Pari Vaziri-Tabar. Sua família consistia de xiitas ricos e seculares.
Em 1972, aos 20 anos de idade, Shohreh casou com o pintor iraniano Aydin Aghdashloo. A união duraria até 1980, quando ela se mudou para a Inglaterra. Em 1985 ela se casou com o ator e dramaturgo Houshang Touzie. Em 1989 tiveram uma filha chamada Tara.

## Filmografia

### Cinema
| Ano  | Filme                                   | Personagem              |
| ---- | --------------------------------------- | ----------------------- |
| 1976 | Shatranje Bad                           |                         |
| 1977 | Gozaresh                                |                         |
| 1977 | Faryad-e Zir-e Ab                       | Maryam                  |
| 1978 | Sooteh-Delan                            | Aghdas                  |
| 1989 | Guests of Hotel Astoria                 | Pori Karemnia           |
| 1991 | Raha                                    | Raha                    |
| 1993 | Twenty Bucks                            | Ghada Holiday           |
| 2000 | Surviving Paradise                      | Pari                    |
| 2001 | America So Beautiful                    |                         |
| 2002 | Maryam                                  | Homa Armin              |
| 2003 | Possessed                               |                         |
| 2003 | Pulse                                   |                         |
| 2003 | House of Sand and Fog                   | Nadereh 'Nadi' Behrani  |
| 2005 | The Exorcism of Emily Rose              | Dr. Sadira Adani        |
| 2005 | Babak & Friends: A First Norooz         | Farah                   |
| 2006 | American Dreamz                         | Nazneen Riza            |
| 2006 | The Lake House                          | Dr. Anna Klyczynski     |
| 2006 | X-Men: The Last Stand                   | Dr. Kavita Rao          |
| 2006 | The Nativity Story                      | Elizabeth               |
| 2008 | The Stoning of Soraya M.                | Zahra                   |
| 2008 | The Sisterhood of the Traveling Pants 2 | Prof. Nasrin Mehani     |
| 2013 | Percy Jackson e o Mar de Monstros       | Oráculo de Delfos (voz) |

## Televisão
| Ano       | Série              | Personagem         | Número de episódios |
| --------- | ------------------ | ------------------ | ------------------- |
| 1990      | Matlock            | Vendedora          | 1                   |
| 1993      | Martin             | Malika             | 1                   |
| 2004      | The Secret Service | Lila Ravan         | 1                   |
| 2005      | 24                 | Dina Araz          | 12                  |
| 2006      | Smith              | Charlie            | 7                   |
| 2006      | Will & Grace       | Pam                | 1                   |
| 2006      | E.R.               | Sr.ª Kardatay      | 1                   |
| 2007      | Grey's Anatomy     | Dr. Helen Crawford | 1                   |
| 2011      | House, M.D.        | Afsoun Hamidi      | 1                   |
| 2014      | Scorpion           | Dra. Davis         | 1                   |
| 2015–2022 | The Expanse        | Chrisjen Avasarala | 62                  |

## Prêmios e indicações
- 2003: Venceu o Independent Spirit Award de melhor atriz (coadjuvante/secundária) – House of Sand and Fog
- 2004: Indicada para o Oscar de melhor atriz (coadjuvante/secundária) – House of Sand and Fog
- 2005: Indicada para o Satellite Award de melhor atriz (coadjuvante/secundária) num programa de televisão – 24